# Смолина (Борисовський район)
Смолина (біл. вёска Смоліна) — село в складі Борисовського району Мінської області, Білорусь. Село підпорядковане Зембинській сільській раді, розташоване в північно-східній частині області.